# Ritratto di James Tissot
Il Ritratto di James Tissot è un dipinto del pittore francese Edgar Degas, realizzato nel 1866-68 e conservato al Metropolitan Museum of Art di New York.

## Descrizione
Raffinato interprete dell'eleganza femminile negli anni della Belle Époque, James Tissot aveva intrecciato con Degas una feconda amicizia, cementata da una grandissima stima e considerazione reciproca. Degas, addirittura, arrivò a proporre al Tissot di esporre insieme a lui alla prima mostra degli Impressionisti, nel 1874, ritenendolo affine alla sensibilità del gruppo in quanto anche lui privilegiava nelle proprie opere temi contemporanei: «Suvvia, caro Tissot, né esitazioni né fughe: dovete esporre al boulevard. Sara cosa utile sia a noi, sia a voi». James Tissot non si sarebbe lasciato coinvolgere nell'epopea impressionista. Degas, ancora non consapevole del netto rifiuto dell'amico, gli avrebbe dedicato nel 1866-68 il presente dipinto.
Degas costella questo ritratto con i vari oggetti apprezzati sia da lui che dall'amico, che fanno del dipinto una dichiarazione d'intenti, se non un vero e proprio manifesto. James Tissot veste i panni del raffinato dandy parigino siede nel suo atelier, con un gomito poggiato su un mobile e il bastone puntato a terra. Lo scenario, ricostruito per l'occasione, contiene elementi che mettono in evidenza la personalità, gli interessi e il mestiere di Tissot: sulla parete, infatti, figura una tela azzurrata di Lucas Cranach e, sopra quest'ultima, una monumentale tela dal sapore orientaleggiante. L'Estremo Oriente, infatti, ha rivoluzionato il concetto di prospettiva e la percezione del colore nella pittura occidentale, e riveste un ruolo fondamentale nell'ascesa della nuova pittura impressionista. A destra si intravede un cavalletto che sostiene una tela ancora incompleta e, dietro di esso, altri due dipinti appoggiati a terra, di cui uno rivolto verso la parete e l'altro recante un soggetto veneziano del XV o XVI secolo.